# 郵便ラッパ

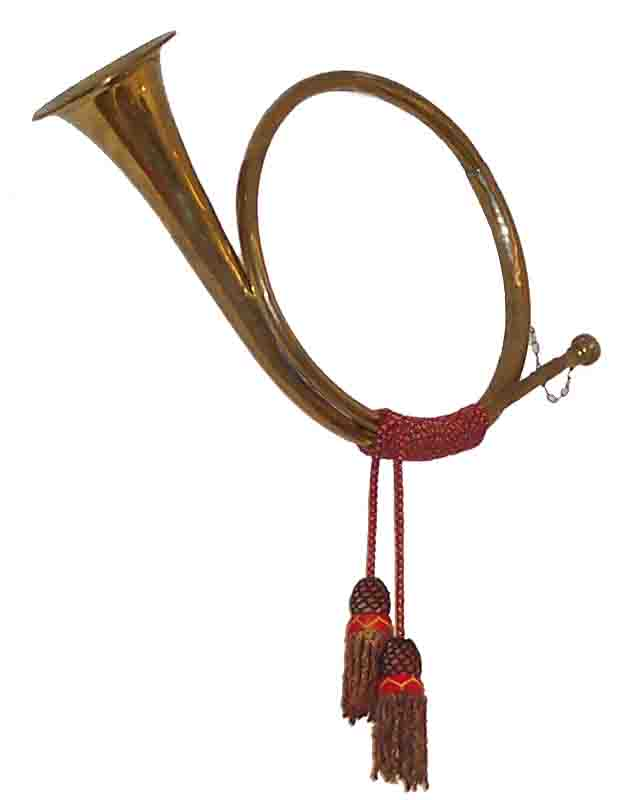
実際に欧州で使われた郵便ラッパ

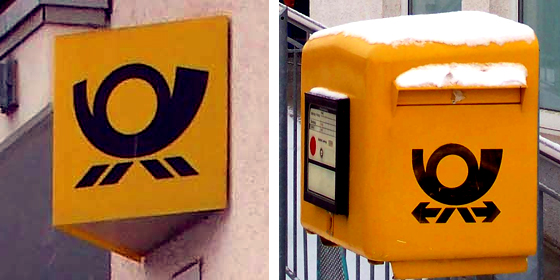
郵便ラッパのマーク。
- 左側←は1995年に分離独立したドイツポスト (Deutsche Post AG) のロゴ。
- 右側→は旧西ドイツ時代からの郵政・通信公社であったブンデスポスト (Deutschen Bundespost) のロゴ付き郵便ポスト。

郵便ラッパは、ラッパの一種。バルブを持たない円柱状の金管楽器である。18世紀から19世紀頃のヨーロッパにて、乗馬による郵便輸送やメールコーチと呼ばれた郵便馬車がその出発到着を知らせるため、用いていた。
日本においては、かつて郵便を扱う人員により猛獣除け、船着き場での連絡用、雪中での位置の連絡用として携帯されていた。
楽器として使用されるものは、管を3周巻いたものとなっている。モーツァルトやマーラーなどが、この楽器を使った曲を作曲している。これらの曲ではオーケストラのトランペット奏者が演奏するのが一般的である。マーラーの交響曲第3番のバンダが、特に有名である。この楽器は現代では珍しくなったため、トランペットやフリューゲルホルンで代用されることもある。
コルネットは郵便ラッパにバルブが追加され、発展したものである。

## 呼び方
フランス語ではコルネ・ド・ポスト (cornet de poste)、ドイツ語ではポストホルン (Posthorn)、英語ではポストホーン (post horn) やコーチホーン (coach horn) と呼ばれる。日本で音楽演奏に使用する場合、通常はポストホルンと呼ばれる。

## Unicodeへの採用
Unicode6.0において、Postal Hornの名称で郵便ラッパの絵文字が採用されている。
| 記号 | Unicode | JIS X 0213 | 文字参照            | 名称        |
| ---- | ------- | ---------- | ------------------- | ----------- |
| 📯   | U+1F4EF | -          | &#x1F4EF; &#128239; | POSTAL HORN |

## 郵便ラッパを模したロゴ

### ロゴ画像一覧

オーストラリア郵便
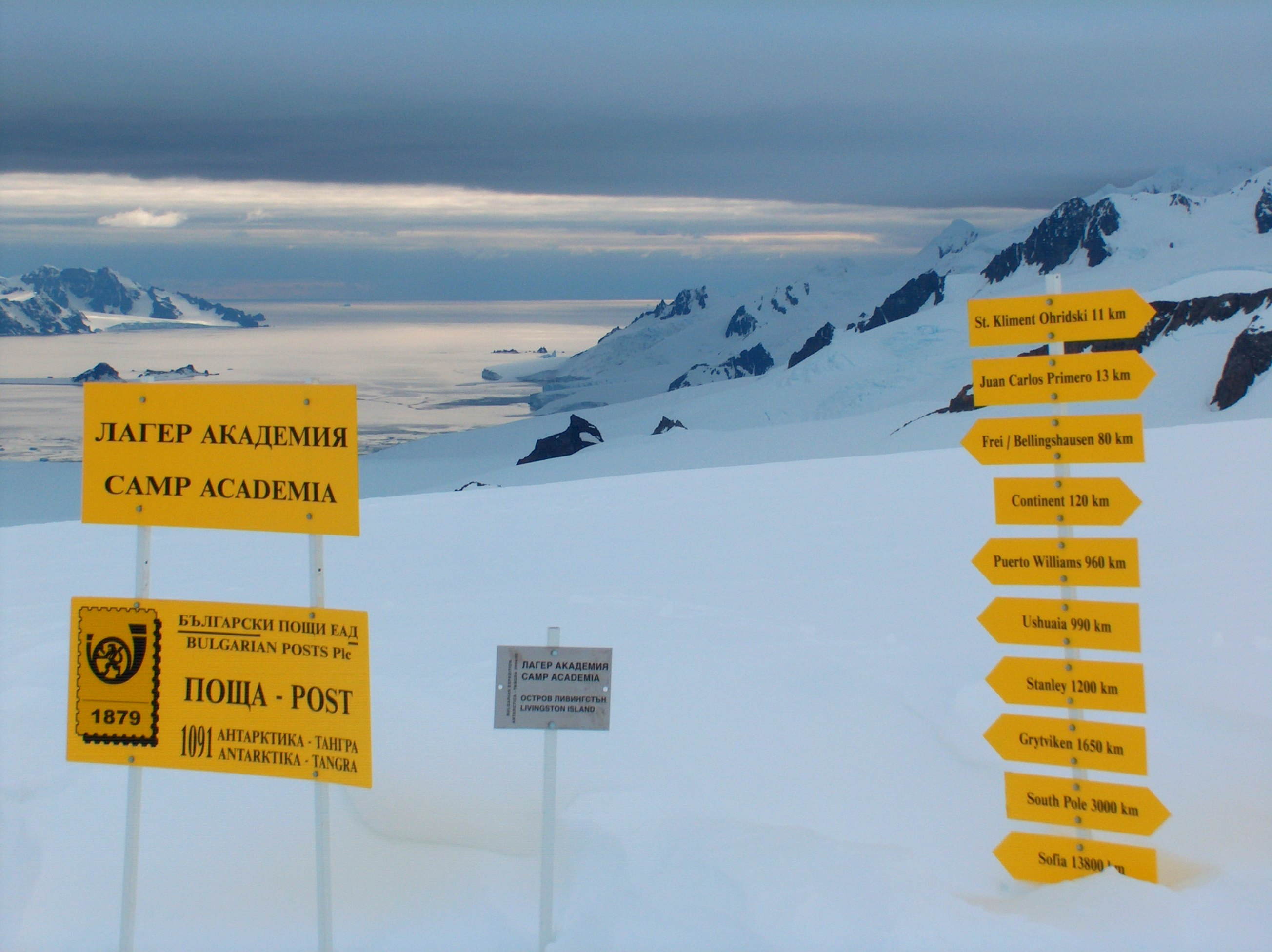
ブルガリア郵便（英語版）
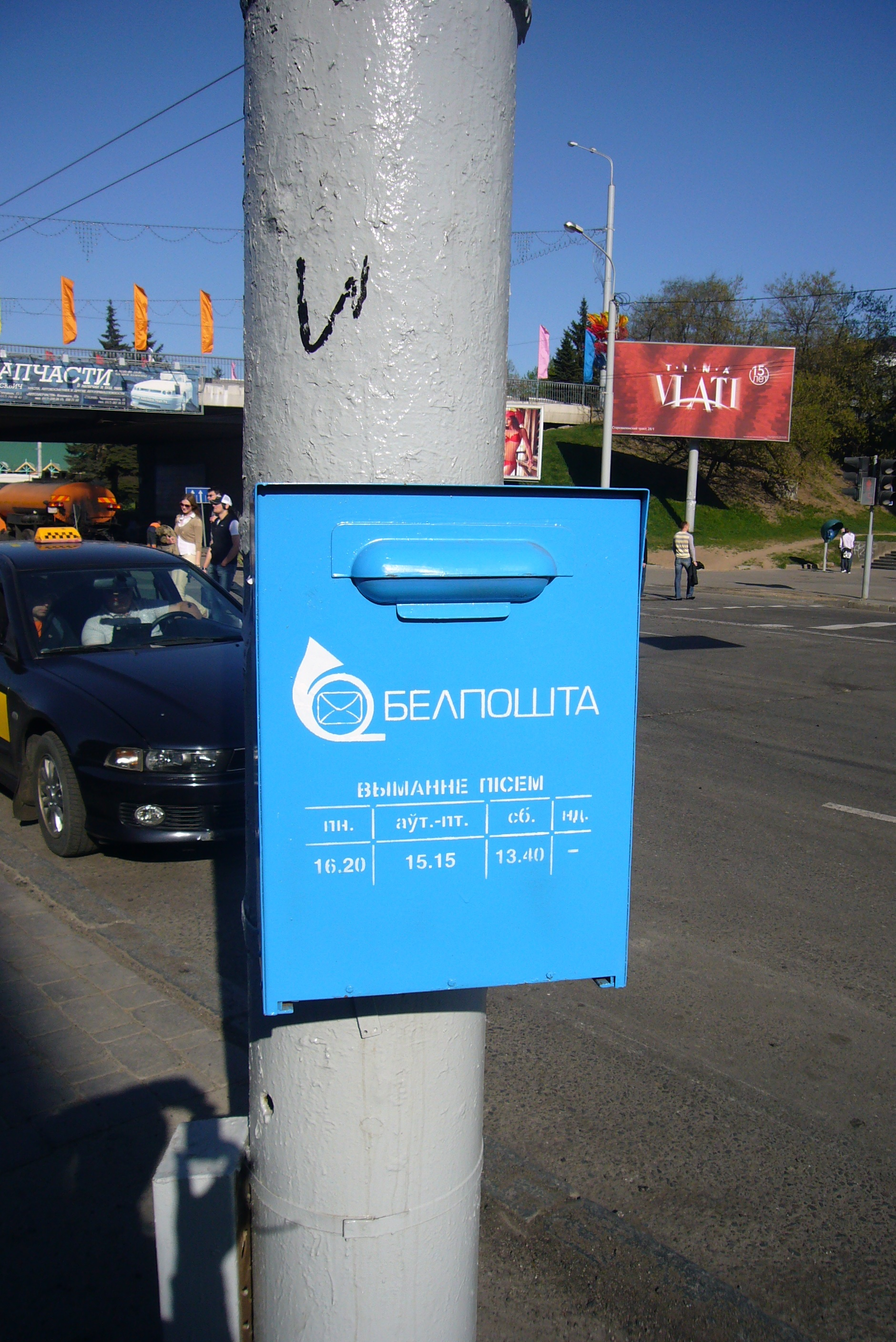
ベラルーシ郵便（英語版）
チェコポスト（英語版）
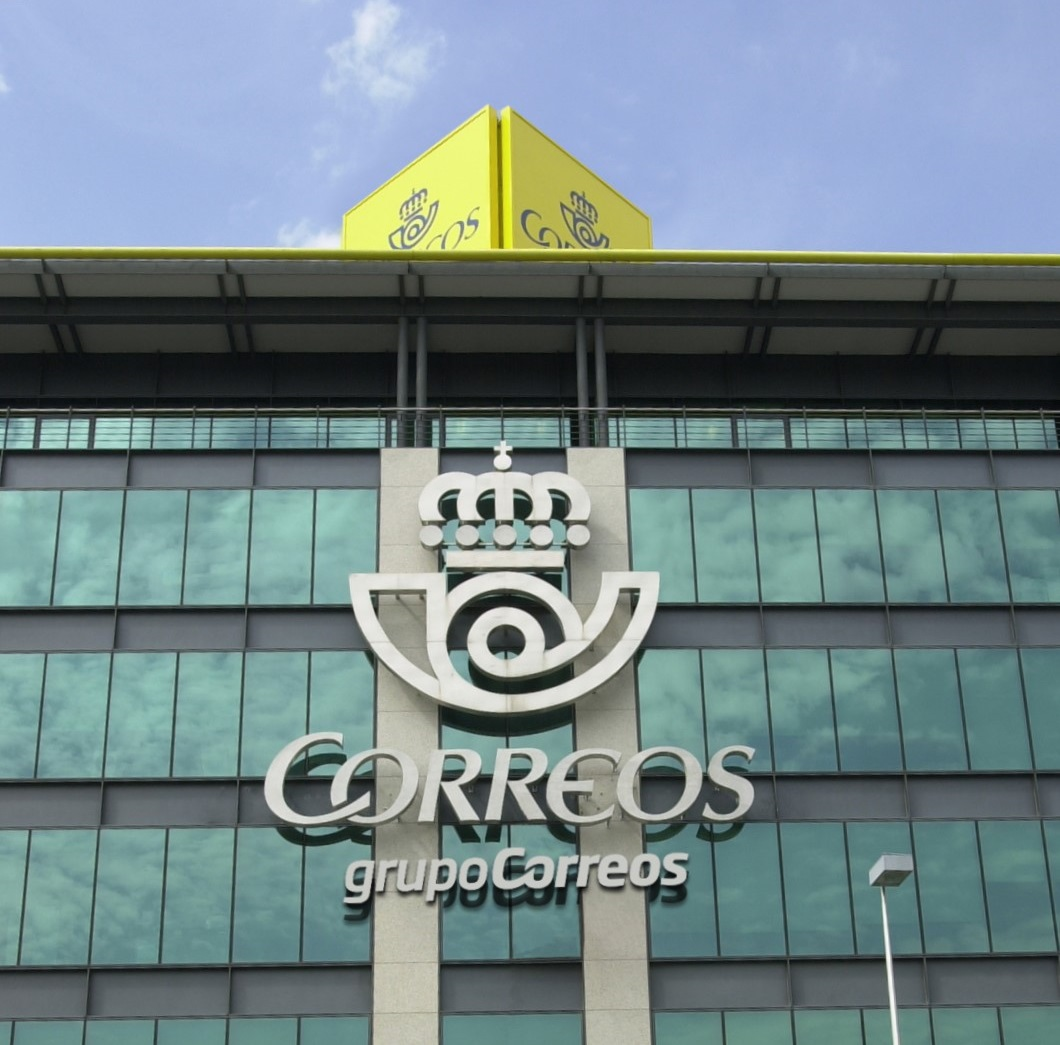
コレオス(スペインの郵便局)（英語版）
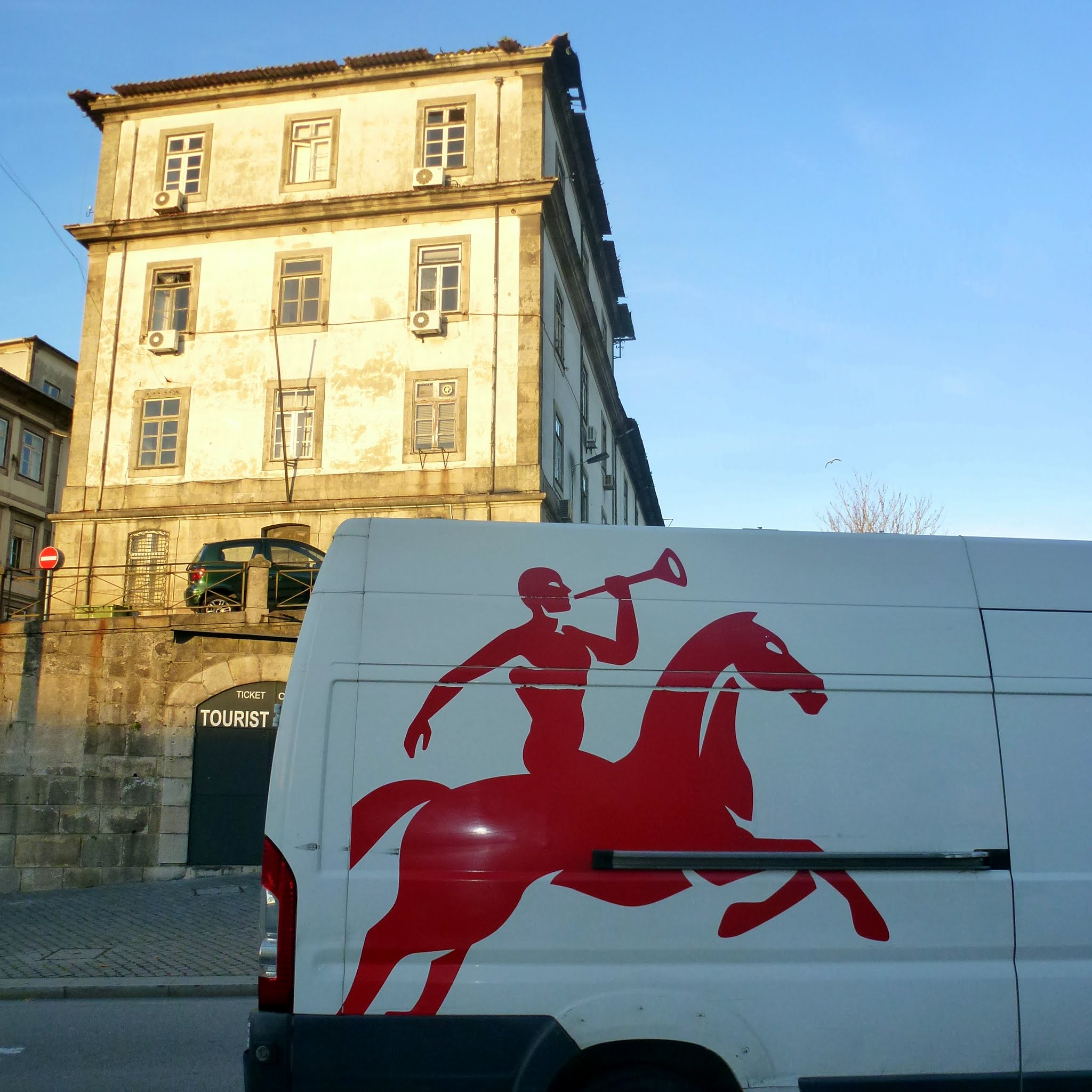
CTT(ポルトガル)（英語版）
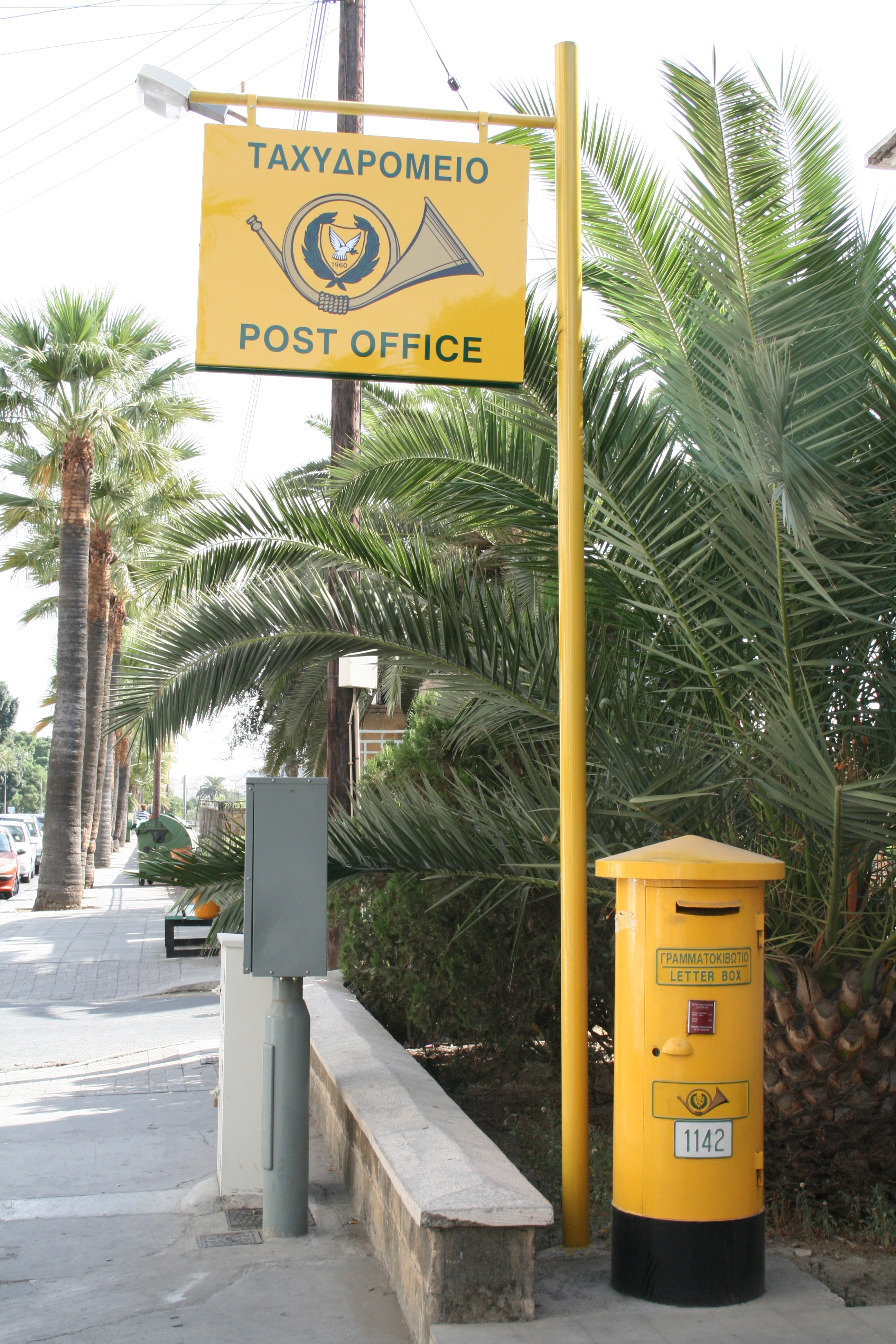
キプロス島 キプロス郵便サービス（英語版）
ドイツポスト
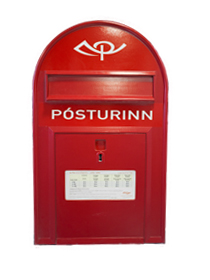
アイスランド郵便（英語版）
ジャージー郵便（英語版）
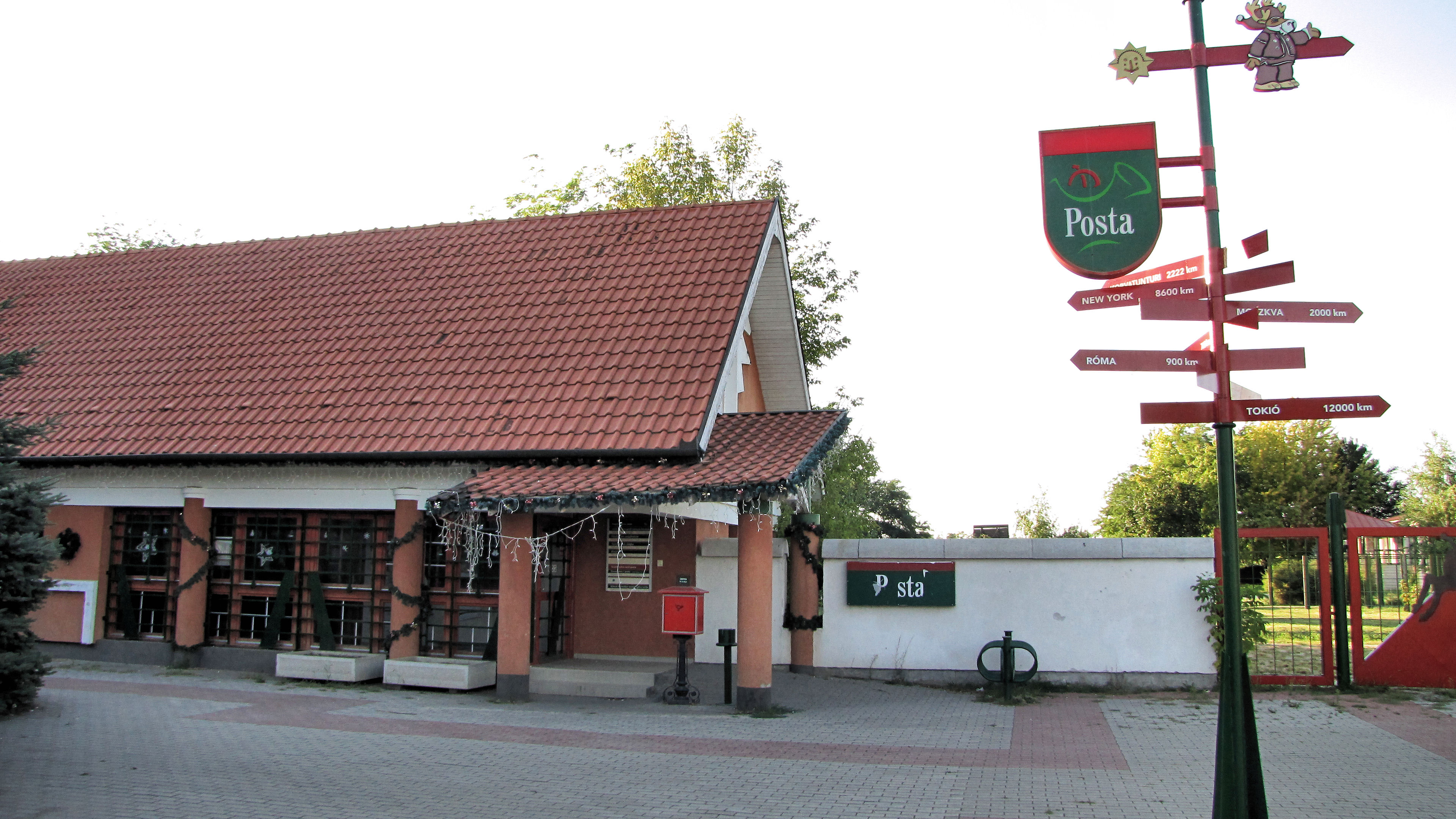
マジャール・ポシュタ(ハンガリー)
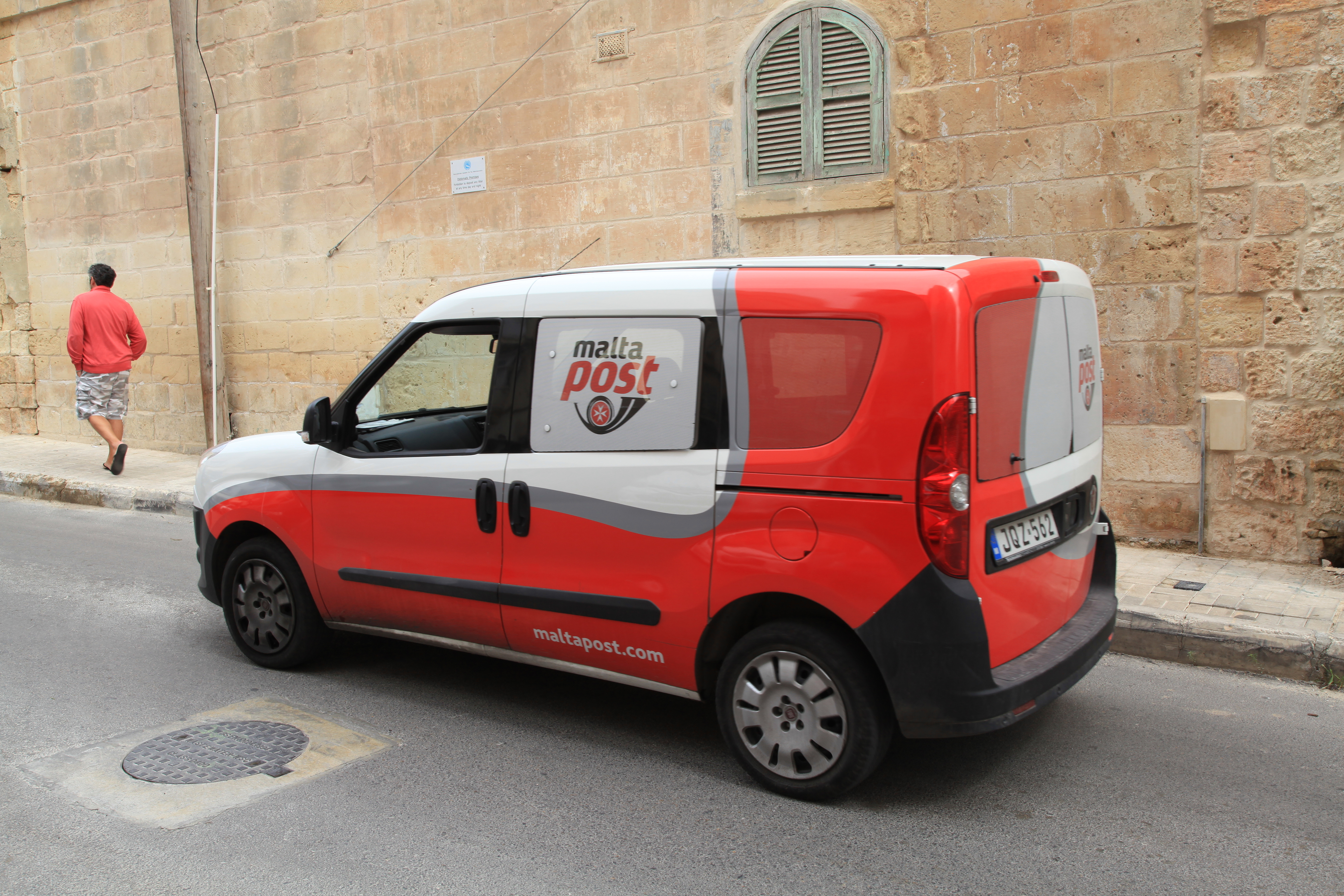
マルタ郵便（英語版）マルタ島
Posta Shqiptare（英語版）
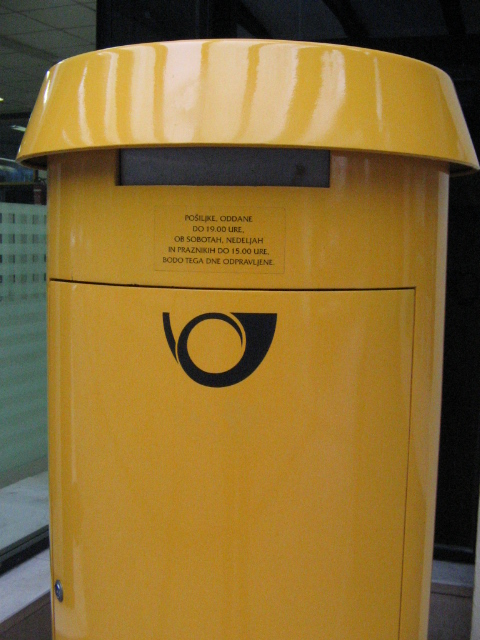
スロベニア郵便
ウクルポシュタ(ウクライナ)
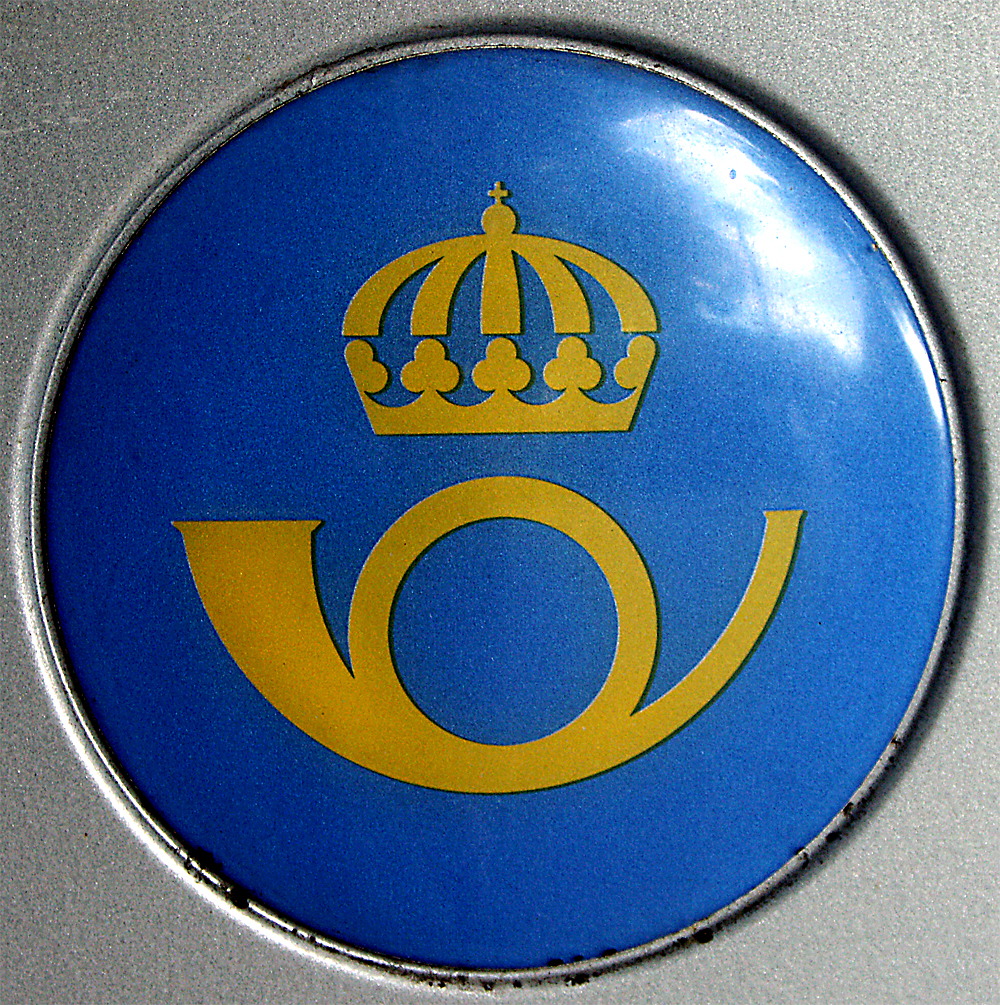
スウェーデン郵便（英語版）
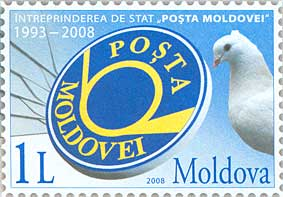
en:Poșta Moldovei（モルドバ）
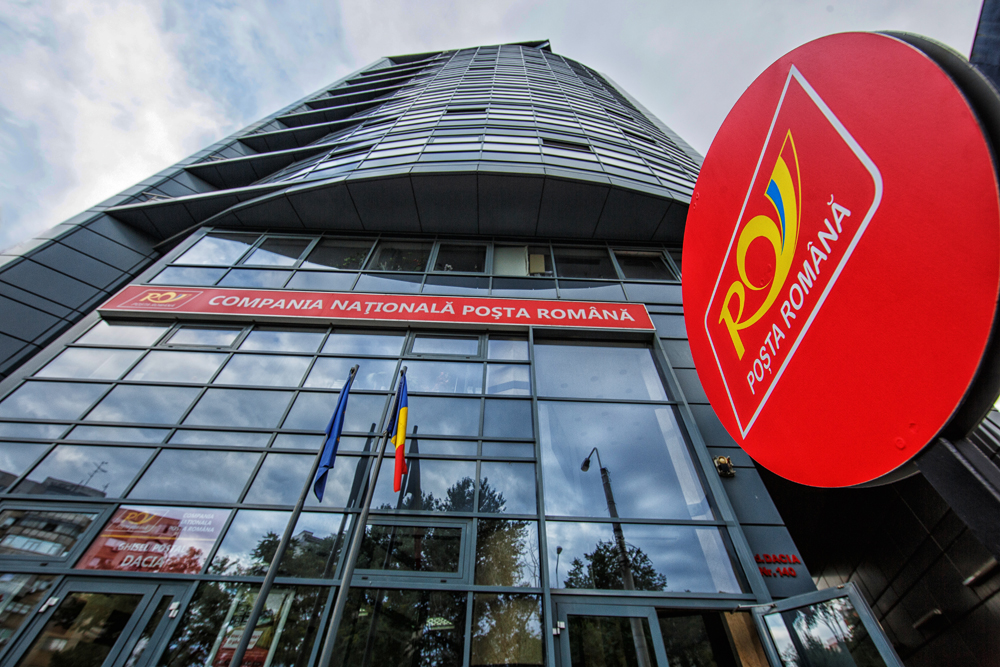
en:Poșta Română（ルーマニア）
en:Post Danmark（デンマーク）
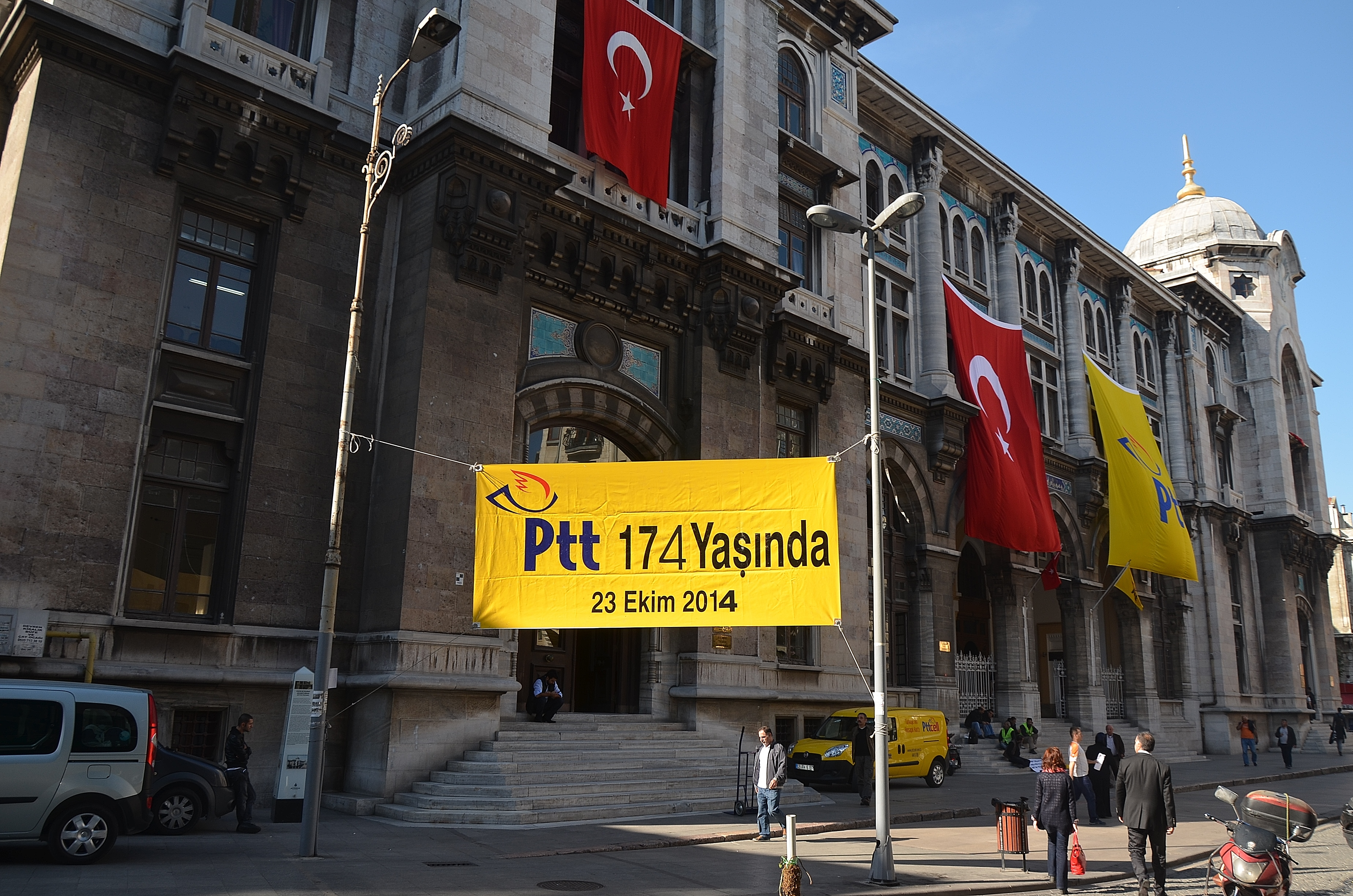
en:PTT (Turkey)（トルコ）
Postauto（スイス）
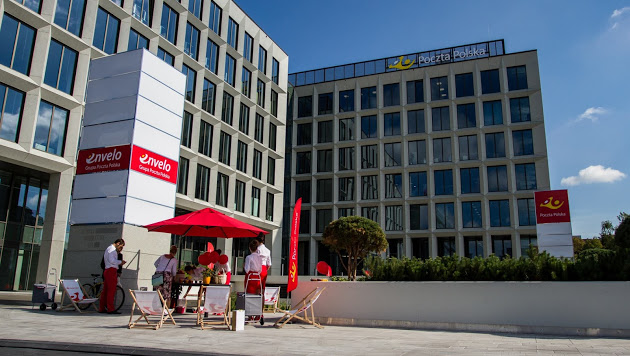
en:Poczta Polska(ポーランド)
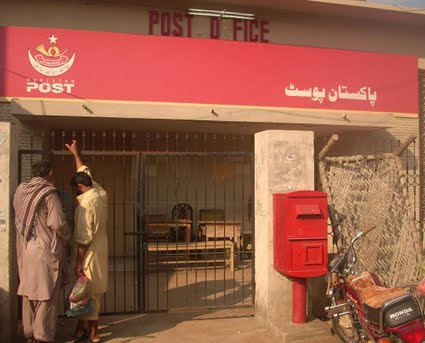
パキスタン郵便（英語版）
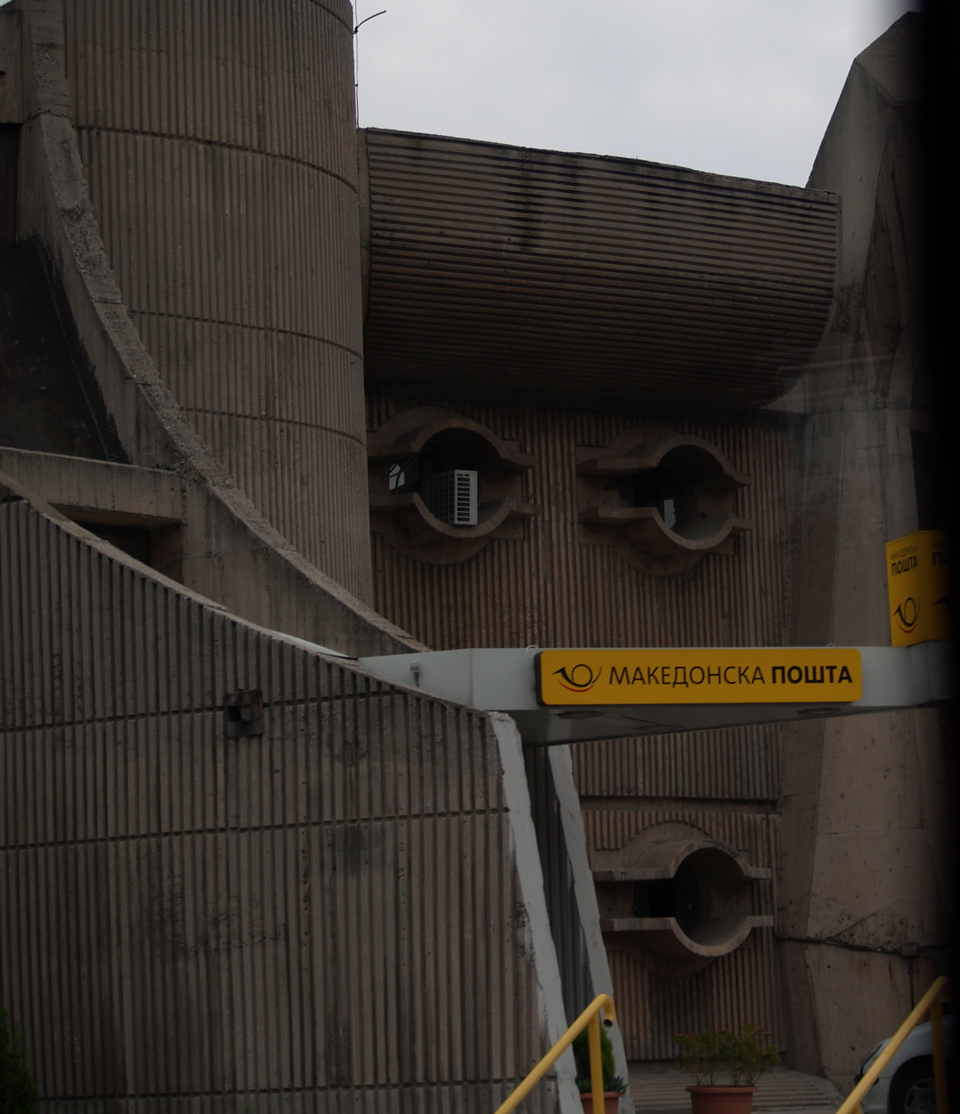
マケドニア共和国郵便（マケドニア語版）
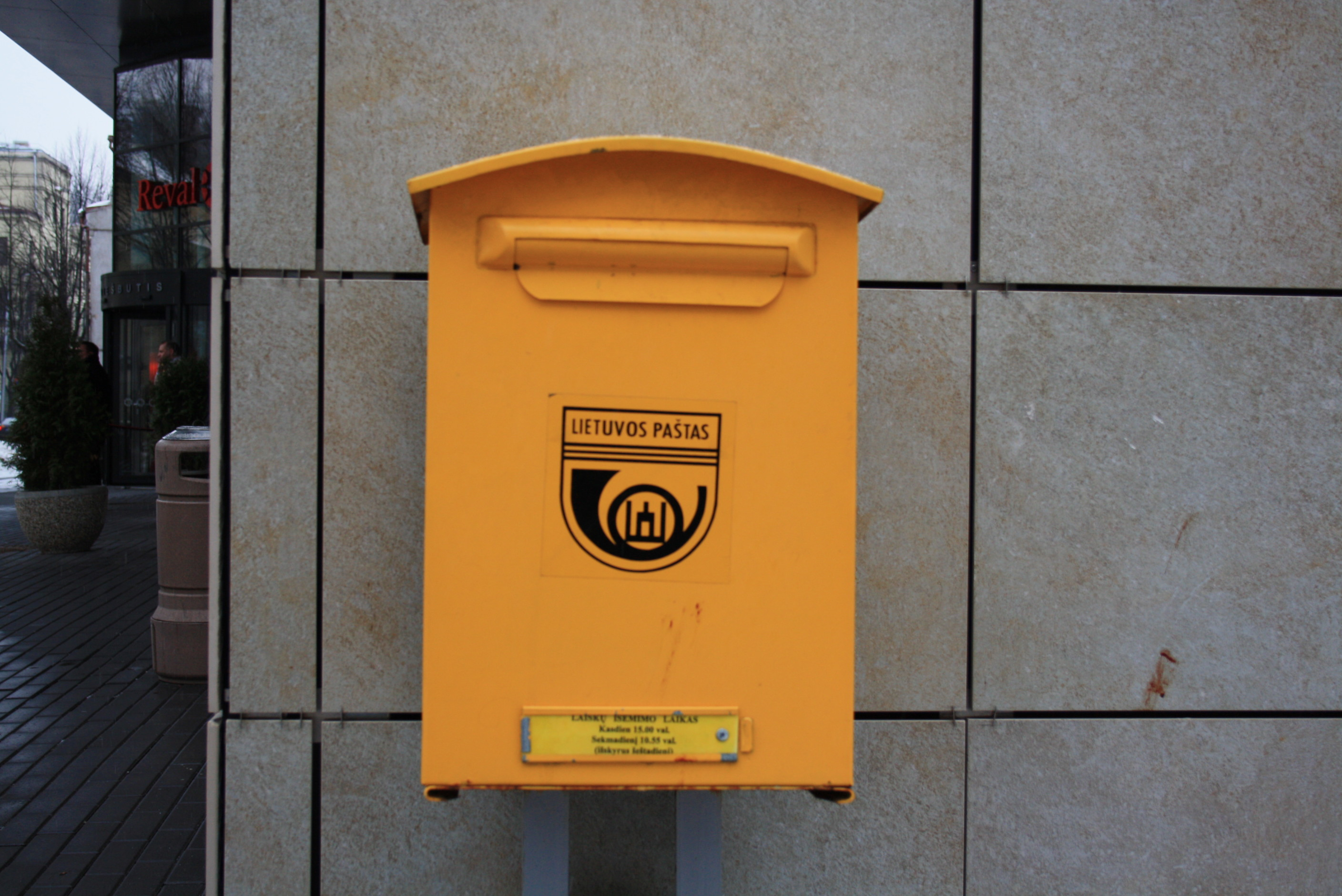
リトアニア郵便（英語版）
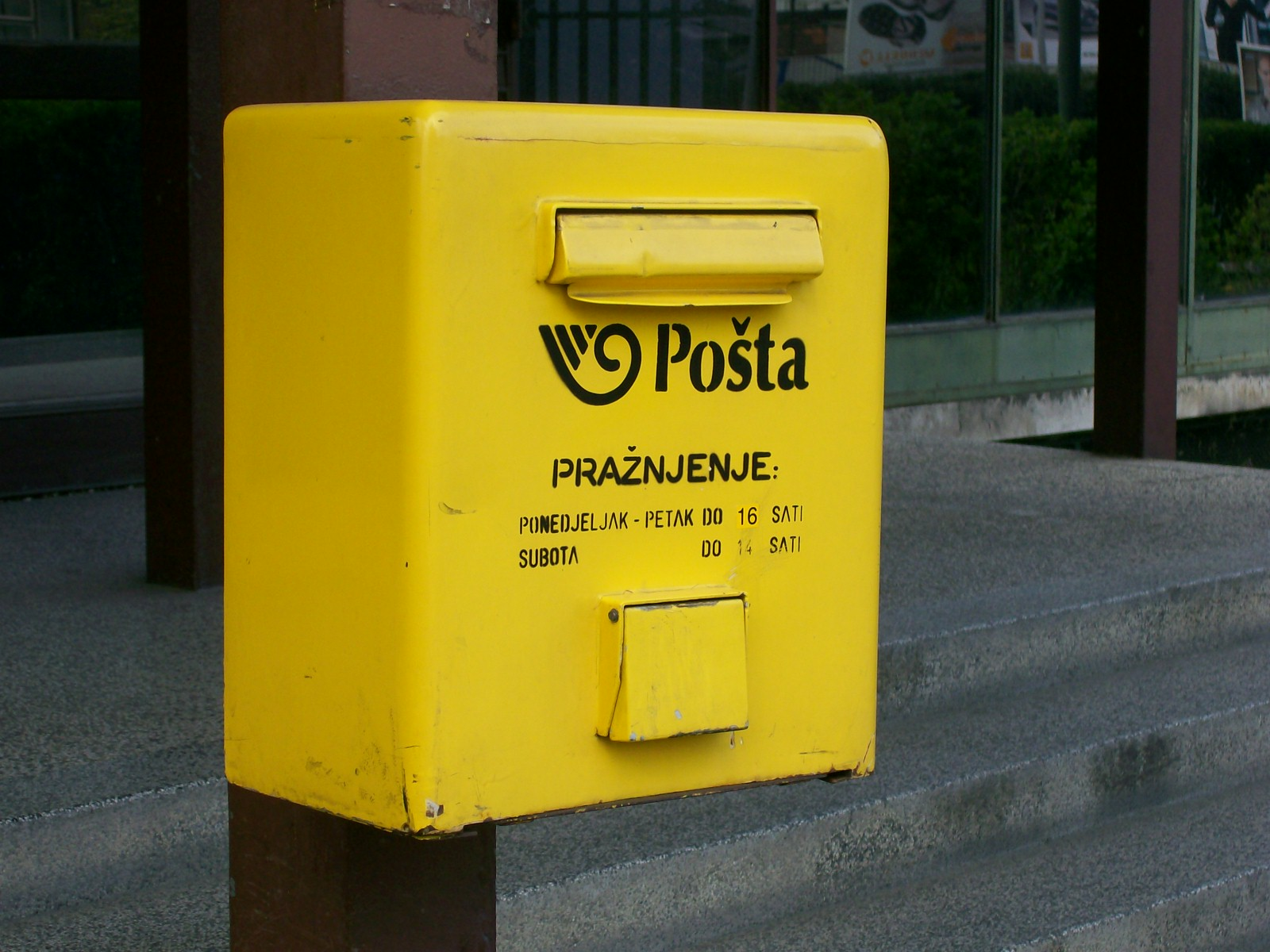
クロアチア郵便（英語版）
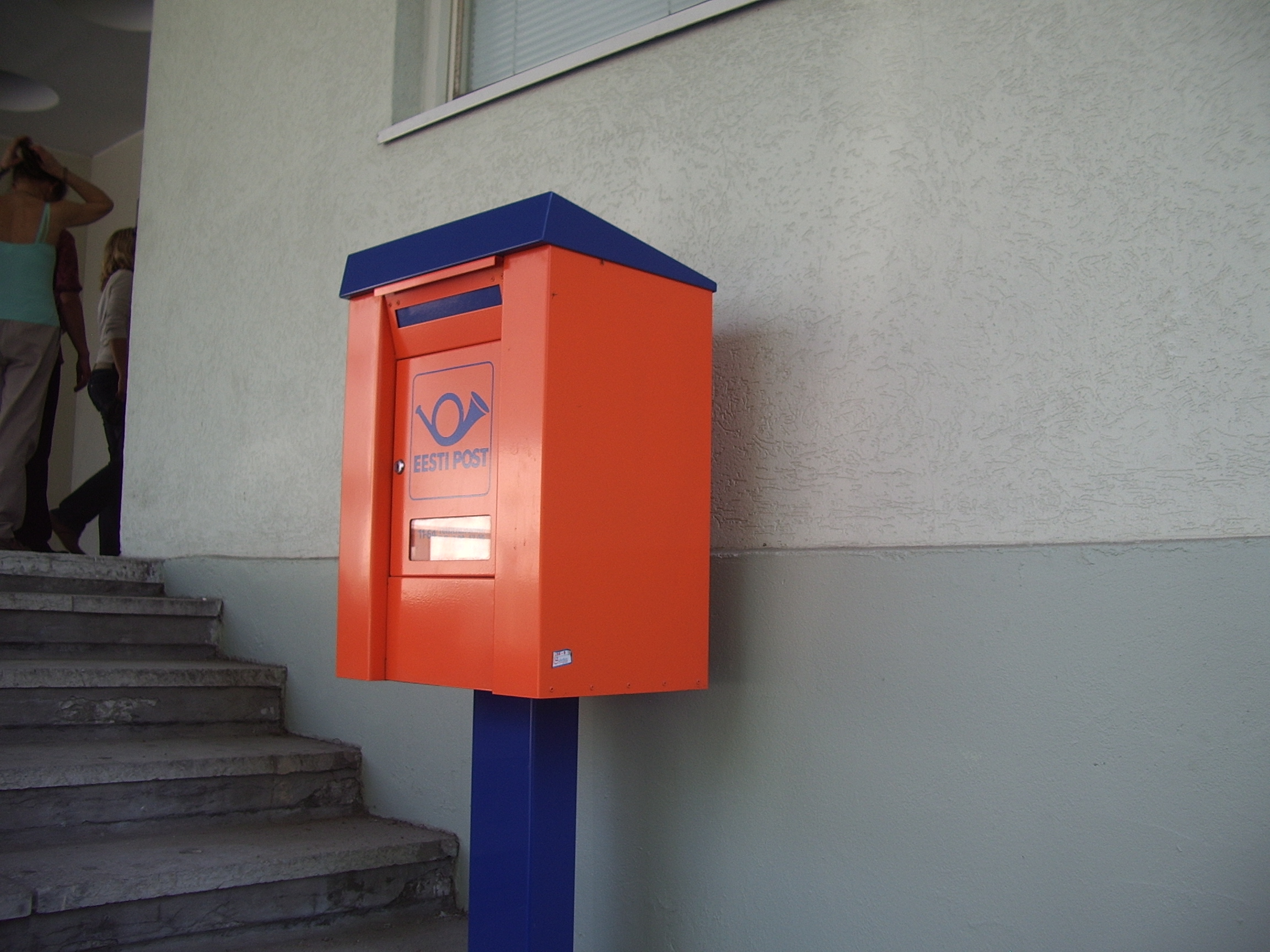
エストニア郵便（ドイツ語版）
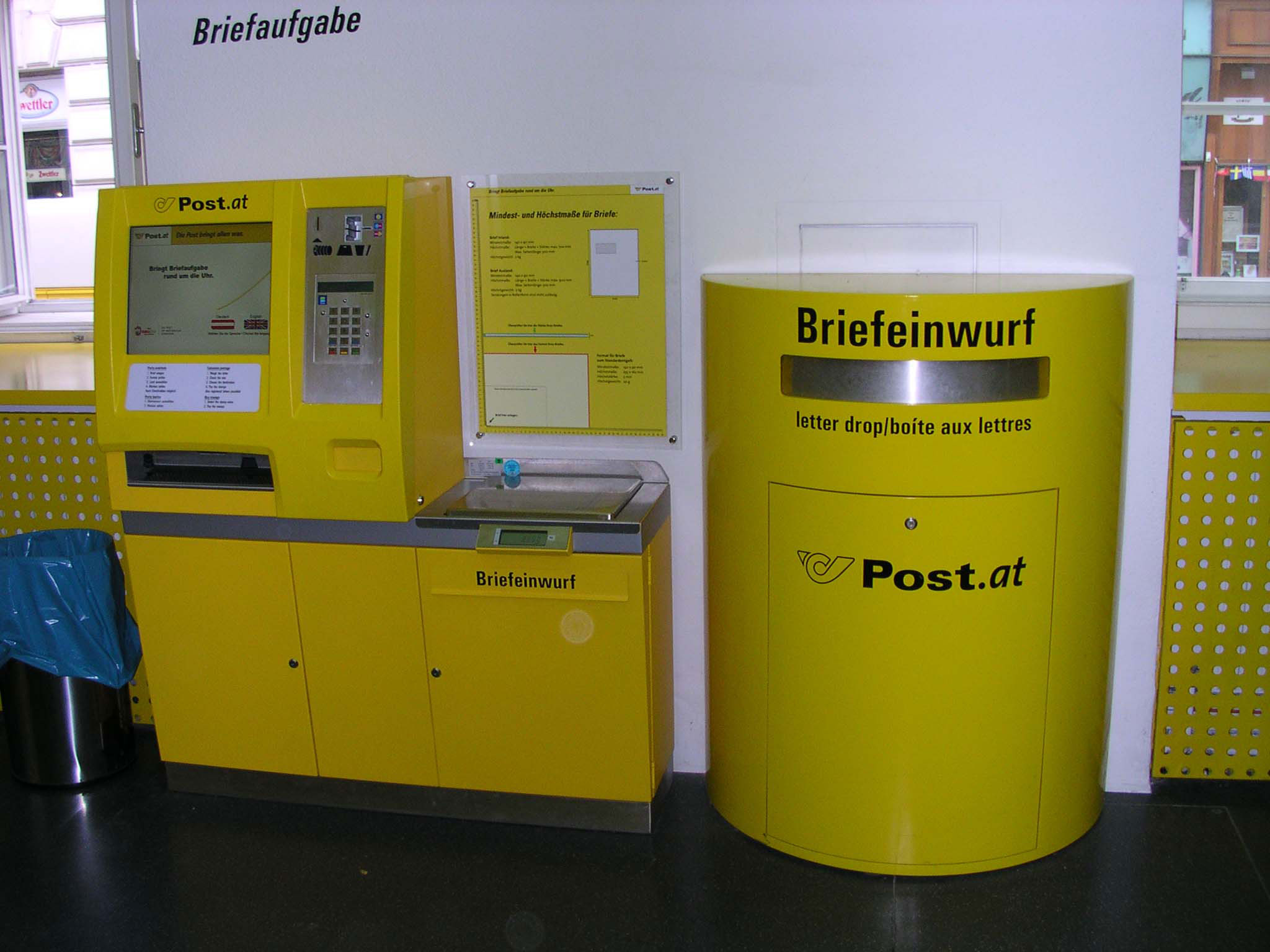
オーストリア郵便（英語版）
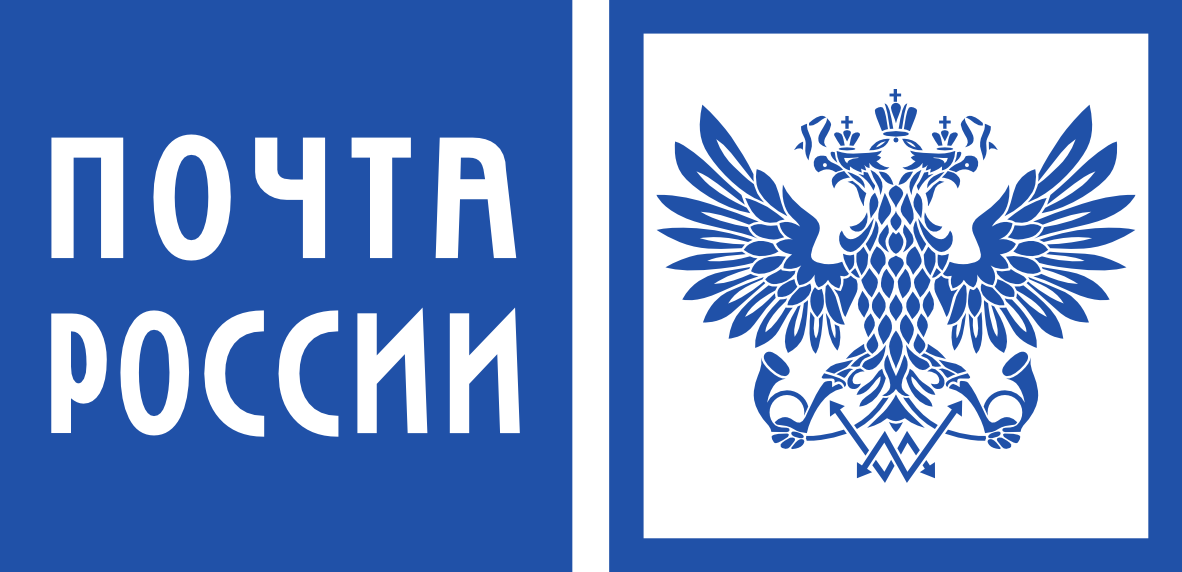
ロシア郵便